# Zhoubi Suanjing

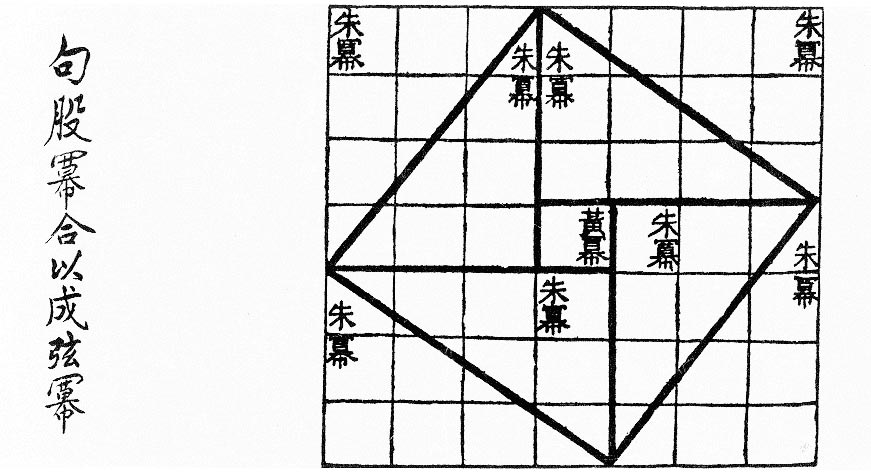
Illustration inspirée de la « Figure de l'hypoténuse » ou « Figures de la base et de la hauteur, du carré et du cercle » de l'édition du Zhoubi Suanjing de Bao Huanzhi de 1213 illustrant l'énoncé du théorème de Pythagore.

Le Zhoubi Suanjing, ou Choupei Suanjing, (周髀算經 / 周髀算经), ou le Classique mathématique du Gnomon des Zhou est l'un des plus anciens textes mathématiques chinois et il fait partie des Dix Canons du calcul. « Zhou » fait référence à l'antique dynastie des Zhou (周) c. 1046-771 av J.-C. ; « Bi » signifie cuisse et selon le livre, il se réfère au gnomon du cadran. Le livre est consacré à l'observation astronomique et au calcul. La mention « Suan Jing » ou « classique de l'arithmétique » a été ajoutée plus tard en l'honneur des résultats mathématiques présenté dans ce livre.

## Contenu

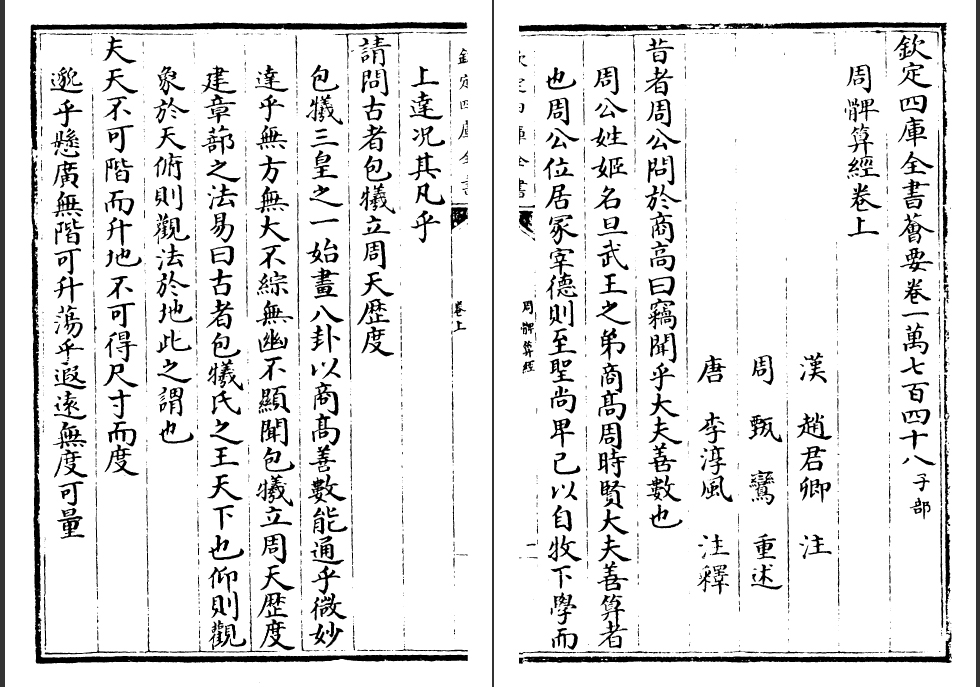
Zhoubi Suanjing.

Ce livre date de la période de la Dynastie Zhou (1046 BCE - 256 avant notre ère), mais la compilation et l'ajout de matériel se sont poursuivis sous la Dynastie Han (202 av. J.-C. - 220 de notre ère). C'est un recueil anonyme de 246 problèmes rencontrés par le Duc de Zhou et son astronome et mathématicien, Shang Gao. Chaque question est accompagnée de sa réponse numérique et de l'algorithme arithmétique correspondant.
Ce livre contient la « figure de l'hypoténuse », qui fournit une preuve sans mots du théorème de Pythagore. La figure présentée plus haut donne lieu à plusieurs remarques ou preuves. La première est un commentaire de la figure : si on multiplie la base par la hauteur on obtient deux aires rouges (l'idéogramme à l'intérieur du triangle rectangle de gauche peut se traduire par aire rouge), la multiplication par elle-même de la différence de base et la hauteur donne l'aire jaune (l'idéogramme dans le carré central peut se traduire par aire jaune). En ajoutant l'aire jaune au double de deux aires rouges, on obtient le carré de l'hypoténuse. En langage mathématique, cela se traduit, si c représente l'hypoténuse, et a et b les côtés de l'angle droit,  par l'égalité : {\displaystyle c^{2}=(a-b)^{2}+2ab}. 

Interprétation possible du raisonnement

Plus loin, apparaît l'affirmation : chaque fois que l'on somme les carrés de la base et de la hauteur alors ils engendrent le carré de l'hypoténuse, qui se traduit par l'égalité {\displaystyle c^{2}=a^{2}+b^{2}}. Cette affirmation est suivie du commentaire : les aires forment un carré à l'intérieur ou un gnomon à l'extérieur, les formes en sont différentes mais les aires égales. Cette affirmation donne lieu à des interprétations diverses. Pour Karine Chemla, on peut voir les carrés de la base et de la hauteur comme dans la figure ci-contre, les éléments des carrés extérieurs au carré de l'hypoténuse peuvent être recoupés et déplacés à l'intérieur de celui-ci.
Les commentateurs tels que Liu Hui (263 EC), Zu Gengzhi (début du sixième siècle), Li Chunfeng (602-670) et Yang Hui (1270) se sont penchés sur ce texte.